# Claudia Vergara
Claudia Daniela Vergara Rentería es una diseñadora de modas y presentadora colomboestadounidese presentadora del programa Latinx Now! junto a Christian Acosta y Nastassja Bolívar, es conocida por ser la sobrina de Sofía Vergara y tener un gran parecido con la actriz.

## Biografía
Vergara nació en Florida, Estados Unidos en 1992. Consiguió una beca para trabajar en el estudio de Oscar de la Renta en Nueva York.
En el 2019 comenzó a coconducir el programa de noticias de entretenimiento Latinx Now! de Universo (canal de televisión), fue parte del equipo de diseñadores de la línea de ropa de Sofia Vergara que se puede adquirir en tiendas de autoservicio en Estados Unidos. su propia marca y línea de ropa llamada "Violetta Rose" con una línea de ropa que su tía utilizó durante algunos capítulos de la serie de televisión cómica estadounidense Modern Family.Es una chica muy popular en las redes sociales, tiene más de 300 mil seguidores en Instagram. Claudia también ha sido portada en algunas revistas de moda en Colombia.

## Vida personal
Vergara es hija de Rafael Vergara un músico muy conocido en Colombia hermano mayor de la actriz y modelo colomboestadounidense Sofia Vergara que fue asesinado en 1998 en Barranquilla, Colombia por narcotraficantes.Prima de Manolo González Vergara hijo de Sofia. 
Claudia Vergara es miembro de élite caribeña colombiana, ya que su apellido pertenece a una rama de la familia Vergara de Bogotá, radicada en Barranquilla.  